# Hytera
Hytera é uma fabricante de rádio comunicadores e sistemas de rádio. A empresa foi fundada em 1993 em Shenzhen e opera globalmente. Seu faturamento em 2013 foi de US$ 275 milhões. Conhecida como Motorola da China é a segunda no mundo em seu seguimento.A Hytera disponibiliza rádios em padrão digital nos padrões TETRA (Rádio Terrestre Troncalizado), DMR (Rádio Digital Móvel) e PDT (Entroncamento Digital Profissional).